# Contardo Ferrini
Contardo Ferrini OFS (ur. 4 kwietnia 1859 w Mediolanie, zm. 17 października 1902 w Sunie) – włoski tercjarz franciszkański (OFS), błogosławiony Kościoła rzymskokatolickiego.

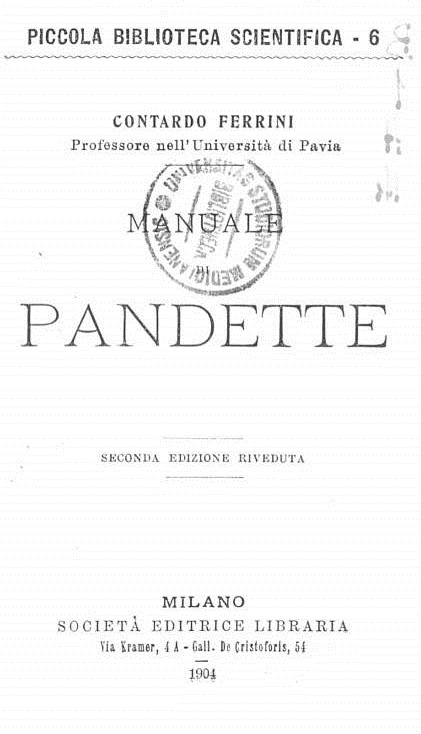
Manuale di Pandette, 1904

## Życiorys
W wieku 12 lat (po otrzymaniu Pierwszej Komunii Świętej) wstąpił do Bractwa z Najświętszym Sakramentem. W roku 1876 (mając zaledwie 17 lat) rozpoczął studia na wydziale prawa na uniwersytecie w Pawii. W roku 1880 uzyskał tytuł magistra prawa. Był wykładowcą na uniwersytetach w Messynie, Modenie, Pawii i Mediolanie. W wieku 24 lat otrzymał pozycję wykładowcy prawa rzymskiego na uniwersytecie w Pawii. Od 1886 roku był członkiem Trzeciego Zakonu Świętego Franciszka.
W trakcie letniego odpoczynku w roku 1902 w okolicach jeziora Maggiore, zachorował na tyfus i zmarł mając 43 lata w opinii świętości.
W 1942 jego ciało spoczęło w krypcie kościoła Serca Jezusowego, przy uniwersytecie w Mediolanie. Pozostało po nim pięć tomów prac naukowych, materiały apologetyczno-ascetyczne oraz bogata korespondencja.
Guntard został beatyfikowany przez papieża Piusa XII w dniu 13 kwietnia 1947 roku.
Jego wspomnienie liturgiczne obchodzone jest w dzienną pamiątkę śmierci.